# Desertoplusia paupera
Desertoplusia paupera är en fjärilsart som beskrevs av Edward P. Wiltshire 1971. Desertoplusia paupera ingår i släktet Desertoplusia och familjen nattflyn. Inga underarter finns listade i Catalogue of Life.